# Kadence
Kadence je teoretická rychlost palby, jakou je zbraň schopna vyvinout. Uvádí se především u samočinných zbraní a je to jeden z důležitých taktických údajů charakterizující uvedenou zbraň. Vyjadřuje, kolik střel vystřelí zbraň za určitou časovou jednotku, nejčastěji za minutu. Kadence se však používá i k vyjádření rychlosti střelby u zbraní, které nejsou automatizované. Tedy například u muškety, luku nebo samostřílu. Zde jde vždy o ilustrativní údaj, neboť jeho hodnota je závislá na rychlosti střelce při nabíjení.

## Teoretická a praktická kadence
Kadence nevyjadřuje skutečný stav, jakým zbraň v poli operuje, ale teoretický možný počet střel vystřelených zbraní za časovou jednotku. Teoretická kadence zanedbává atmosférické podmínky, nečistoty, poruchovost, výměnu zásobníku atd. Pokud zohledníme tyto výše jmenované vlivy, hovoříme o kadenci praktické, která může být poloviční nebo ještě menší než kadence teoretická.
U palných samočinných zbraní je potřeba zhodnotit i další limity konkrétní zbraně, které spočívají například v možnosti chlazení hlavně zbraně. Při příliš dlouhé střelbě se hlaveň může zahřát natolik, že se poškodí, nebo začne docházet k samozápalům nabitého střeliva v komoře zbraně.

## Používané kadence
U samopalů a útočných pušek se kadence pohybují v rozmezí asi 600–950 ran/minutu. Jako příklad lze použít kadenci samopalu, respektive útočné pušky Sa vz. 58, která je 800 ran/min. 
Protiletadlový kanon Flak 30 používaný za druhé světové války měl kadenci 120 ran/ minutu.
Některé zbraně mohou mít kadenci významně vyšší. Například kulomet GAU-17/A má uváděnou kadenci až 6000 ran/minutu.
U této zbraně si může střelec kadenci sám snížit ovládacím prvkem na zbrani na třetinovou hodnotu. Vysoká hodnota kadence je výhodná pro vybrané účely, ale pro určitou zbraň a způsob jejího použití může existovat optimální hodnota kadence. U některých zbraní je kadence snižována záměrně. Například u českého samopalu Škorpion vz. 61 je dráha závěru vzhledem ke kompaktním rozměrům velmi krátká a jeho kadence by byla příliš vysoká. Proto má tento samopal ve své automatické verzi zpomalovač kadence, který je 
umístěn v pevné rukojeti této zbraně.